# Joséphine (pel·lícula)
Joséphine és una pel·lícula de comèdia romàntica francesa del 2013 dirigida per Agnès Obadia. La història està adaptada del còmic francès del mateix nom de Pénélope Bagieu. Una seqüela, La Joséphine està embarassada, es va estrenar el 10 de febrer de 2016. S'ha doblat al català.